# Игоров, Андрей
Андрей Игоров (рум. Andrei Igorov, 10 декабря 1939, Брэила, Румыния — 10 ноября 2011, там же) — румынский каноист, серебряный призёр Олимпийских игр в Токио (1964) в каноэ-одиночке на дистанции 1 000 м. Заслуженный мастер спорта Румынии (1963).

## Спортивная карьера
Чемпион Европы 1965 и 1967 гг. в гребле на каноэ-одиночке на 10 000 м, серебряный призёр чемпионата мира 1963 г. Выступал за спортивный клуб «Стяуа» (Бухарест).